# آئورانتیکارپا
آئورانتیکارپا(نام علمی: Auranticarpa) نام یک سرده از تیره میخک‌درختیان است.